# Bossendorf
Bossendorf (prononcé [bɔsəndɔrf] ) est une commune française de la plaine d'Alsace située à 26,1 km au nord-ouest de Strasbourg dans la circonscription administrative du Bas-Rhin et, depuis le 1er janvier 2021, dans le territoire de la Collectivité européenne d'Alsace, en région Grand Est.
Cette commune se trouve dans la région historique et culturelle d'Alsace.
Village de milieu rural, Bossendorf est intégrée dans la communauté de communes du pays de la Zorn qui regroupe 27 localités autour de Hochfelden.

## Géographie

### Communes limitrophes
|                        | Lixhausen  | Alteckendorf    |
| Wickersheim-Wilshausen | Bossendorf | Schwindratzheim |
|                        | Hochfelden |                 |

### Hydrographie
La commune est dans le bassin versant du Rhin au sein du bassin Rhin-Meuse. Elle est drainée par le ruisseau le Bachgraben et le ruisseau le Gutlentbaechel,.
Le Bachgraben, d'une longueur de 13 km, prend sa source dans la commune de Bouxwiller et se jette  dans la Zorn à Hochfelden, après avoir traversé huit communes. 

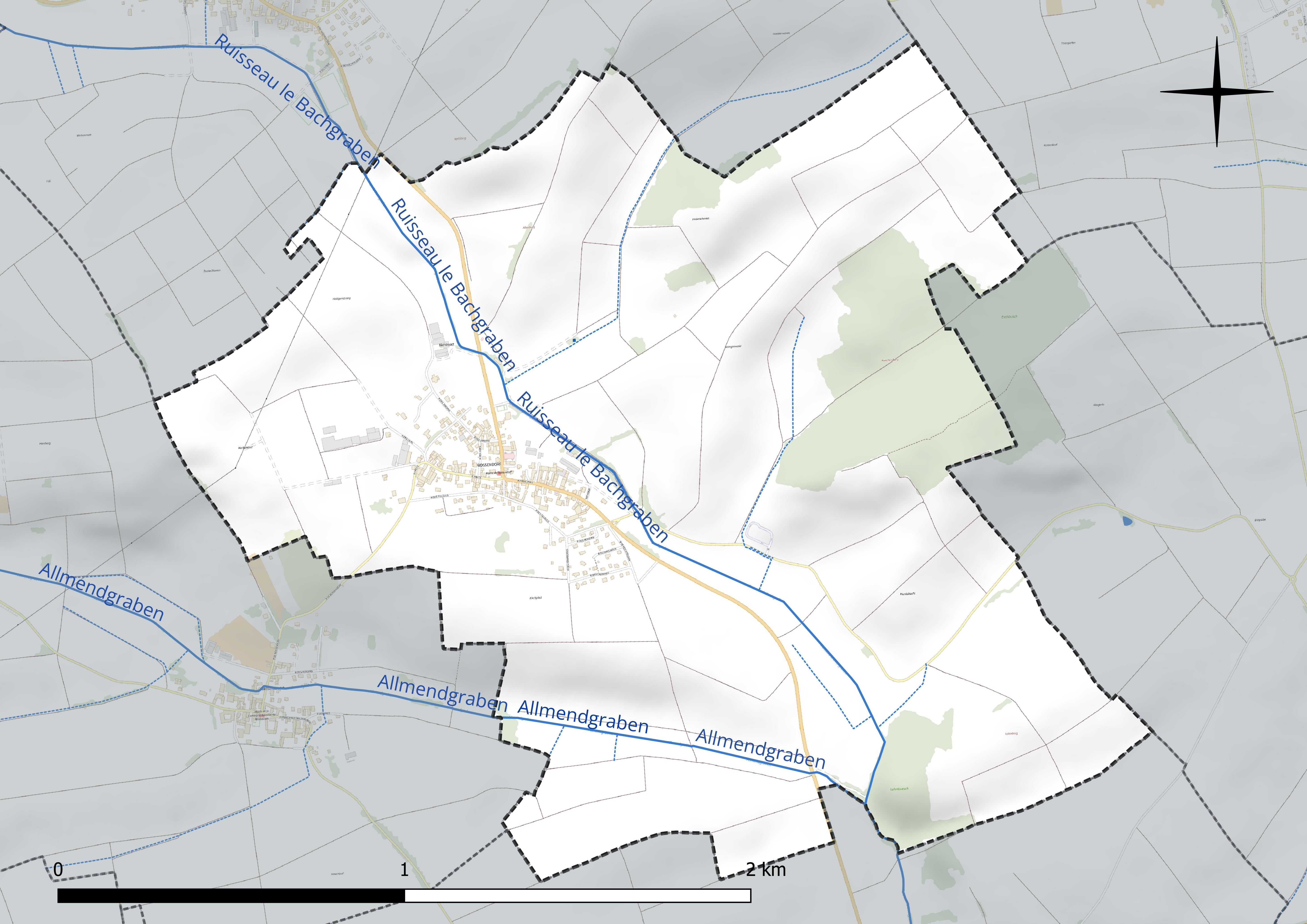
Réseau hydrographique de Bossendorf.

### Climat
Pour des articles plus généraux, voir Climat du Grand Est et Climat du Bas-Rhin.
En 2010, le climat de la commune est de type climat des marges montargnardes, selon une étude du Centre national de la recherche scientifique s'appuyant sur une série de données couvrant la période 1971-2000. En 2020, Météo-France publie une typologie des climats de la France métropolitaine dans laquelle la commune est exposée à un climat semi-continental et est dans la région climatique  Vosges, caractérisée par une pluviométrie très élevée (1 500 à 2 000 mm/an) en toutes saisons et un hiver rude (moins de 1 °C). 
Pour la période 1971-2000, la température annuelle moyenne est de 10,4 °C, avec une amplitude thermique annuelle de 17,7 °C. Le cumul annuel moyen de précipitations est de 777 mm, avec 9,9 jours de précipitations en janvier et 10,2 jours en juillet. Pour la période 1991-2020, la température moyenne annuelle observée sur la station météorologique de Météo-France la plus proche, « Waltenheim-sur-zorn », sur la commune de Waltenheim-sur-Zorn à 6 km à vol d'oiseau, est de 11,3 °C et le cumul annuel moyen de précipitations est de 652,2 mm. 
La température maximale relevée sur cette station est de 38 °C, atteinte le 7 août 2015 ; la température minimale est de −14,9 °C, atteinte le 20 décembre 2009,,. 
Les paramètres climatiques de la commune ont été estimés pour le milieu du siècle (2041-2070) selon différents scénarios d'émission de gaz à effet de serre à partir des nouvelles projections climatiques de référence DRIAS-2020. Ils sont consultables sur un site dédié publié par Météo-France en novembre 2022.

## Urbanisme

### Typologie
Au 1er janvier 2024, Bossendorf est catégorisée commune rurale à habitat dispersé, selon la nouvelle grille communale de densité à sept niveaux définie par l'Insee en 2022.
Elle est située hors unité urbaine. Par ailleurs la commune fait partie de l'aire d'attraction de Strasbourg (partie française), dont elle est une commune de la couronne,. Cette aire, qui regroupe 268 communes, est catégorisée dans les aires de 700 000 habitants ou plus (hors Paris),.

### Occupation des sols
L'occupation des sols de la commune, telle qu'elle ressort de la base de données européenne d’occupation biophysique des sols Corine Land Cover (CLC), est marquée par l'importance des territoires agricoles (86,2 % en 2018), en diminution par rapport à 1990 (93,2 %). La répartition détaillée en 2018 est la suivante : 
terres arables (86,2 %), zones urbanisées (7 %), forêts (6,8 %). L'évolution de l’occupation des sols de la commune et de ses infrastructures peut être observée sur les différentes représentations cartographiques du territoire : la carte de Cassini (XVIIIe siècle), la carte d'état-major (1820-1866) et les cartes ou photos aériennes de l'IGN pour la période actuelle (1950 à aujourd'hui).

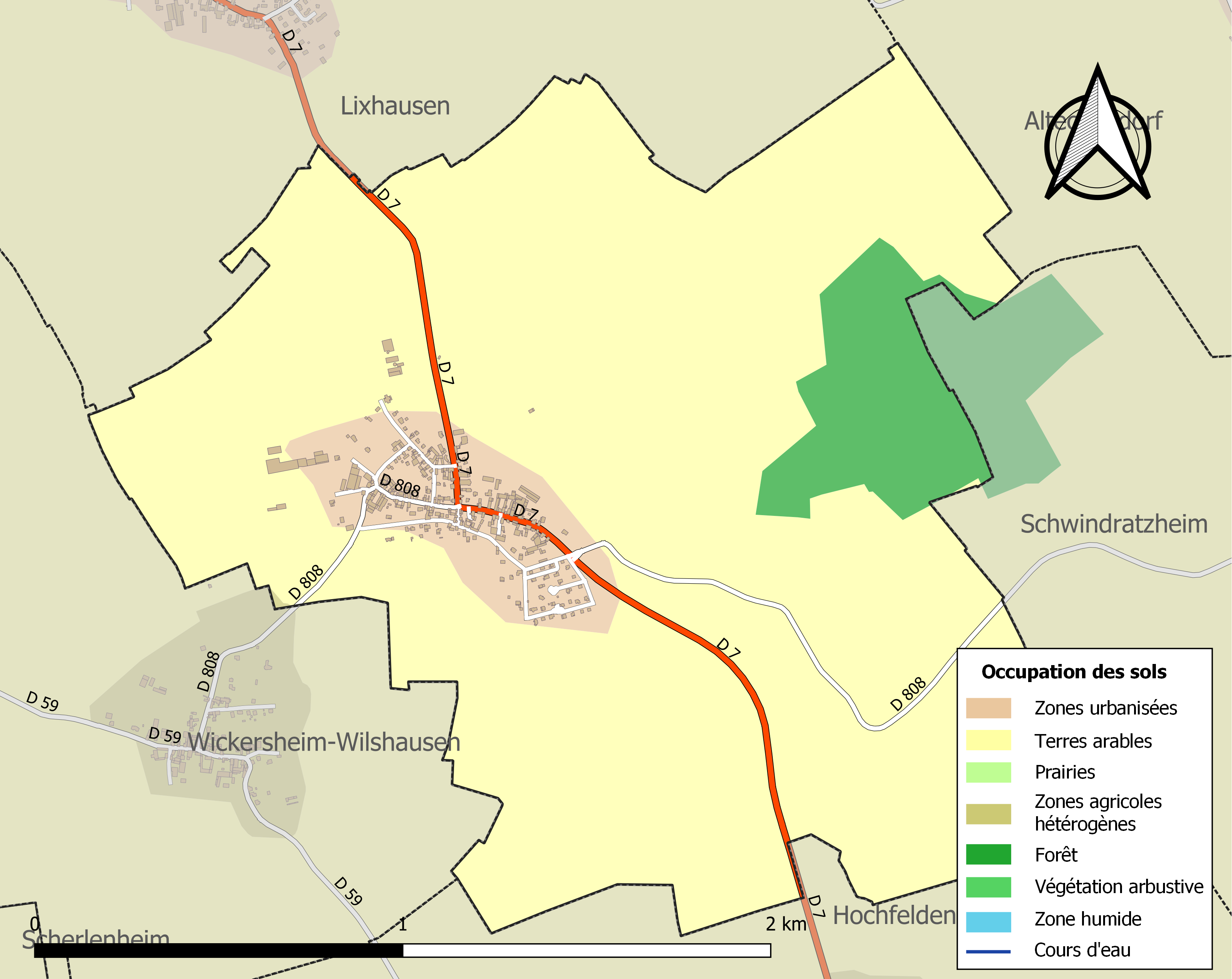
Carte des infrastructures et de l'occupation des sols de la commune en 2018 (CLC).

## Toponymie
Le nom de la localité est attesté sous les formes Bossendorf en 1074, Waltdorf en 1178, Bossendorf depuis 1289.
Selon Albert Dauzat et Charles Rostaing : nom d'homme germanique Bozzo et du mot germanique dorf (village).
Peut-être formé sur le prénom germanique Boso : le « Méchant ».

## Histoire

### Description de Bossendorf en 1702
« Bossendorf est un lieu situé sur la pointe d'une petite hauteur, avec son église dont le chœur est voûté et son cimetière renfermé de broussailles. » (rapport de l'ingénieur militaire de Neuf Brisach, Guillin).

## Politique et administration

### Liste des maires
| Période                                  | Période                   | Identité                                       | Étiquette | Qualité |
| ---------------------------------------- | ------------------------- | ---------------------------------------------- | --------- | ------- |
| Les données manquantes sont à compléter. |                           |                                                |           |         |
| mars 2001                                | juillet 2003              | Paul Adam                                      |           |         |
| juillet 2003                             | mars 2008                 | Éric Schaeffer                                 |           |         |
| mars 2008                                | En cours (au 31 mai 2020) | Éric Schaeffer, Réélu pour le mandat 2020-2026 |           |         |

## Population et société

### Démographie
L'évolution du nombre d'habitants est connue à travers les recensements de la population effectués dans la commune depuis 1793. Pour les communes de moins de 10 000 habitants, une enquête de recensement portant sur toute la population est réalisée tous les cinq ans, les populations de référence des années intermédiaires étant quant à elles estimées par interpolation ou extrapolation. Pour la commune, le premier recensement exhaustif entrant dans le cadre du nouveau dispositif a été réalisé en 2005.

En 2022, la commune comptait 383 habitants, en évolution de −4,01 % par rapport à 2016 (Bas-Rhin : +3,17 %, France hors Mayotte : +2,11 %).
| 1793 | 1800 | 1806 | 1821 | 1831 | 1836 | 1841 | 1846 | 1851 |
| ---- | ---- | ---- | ---- | ---- | ---- | ---- | ---- | ---- |
| 285  | 287  | 329  | 442  | 413  | 441  | 401  | 405  | 432  |

| 1856 | 1861 | 1866 | 1871 | 1875 | 1880 | 1885 | 1890 | 1895 |
| ---- | ---- | ---- | ---- | ---- | ---- | ---- | ---- | ---- |
| 438  | 402  | 391  | 377  | 344  | 389  | 419  | 405  | 388  |

| 1900 | 1905 | 1910 | 1921 | 1926 | 1931 | 1936 | 1946 | 1954 |
| ---- | ---- | ---- | ---- | ---- | ---- | ---- | ---- | ---- |
| 349  | 329  | 356  | 360  | 322  | 310  | 300  | 269  | 250  |

| 1962 | 1968 | 1975 | 1982 | 1990 | 1999 | 2005 | 2006 | 2010 |
| ---- | ---- | ---- | ---- | ---- | ---- | ---- | ---- | ---- |
| 216  | 213  | 234  | 258  | 258  | 279  | 364  | 375  | 372  |

| 2015 | 2020 | 2022 | - | - | - | - | - | - |
| ---- | ---- | ---- | - | - | - | - | - | - |
| 401  | 387  | 383  | - | - | - | - | - | - |

## Culture locale et patrimoine

### Lieux et monuments
- L'église Saint-Laurent de 1833[23].

Elle possède une verrière, représentant sainte Catherine, créée en 1896 par les frères Ott.
- Chapelle de la Visitation (1784) avec croix de 1789 près de l'entrée, sises route de Lixhausen[24].
- 6 fermes sont répertoriées dans la base Mérimée, plateforme ouverte du patrimoine[25].

### Galerie

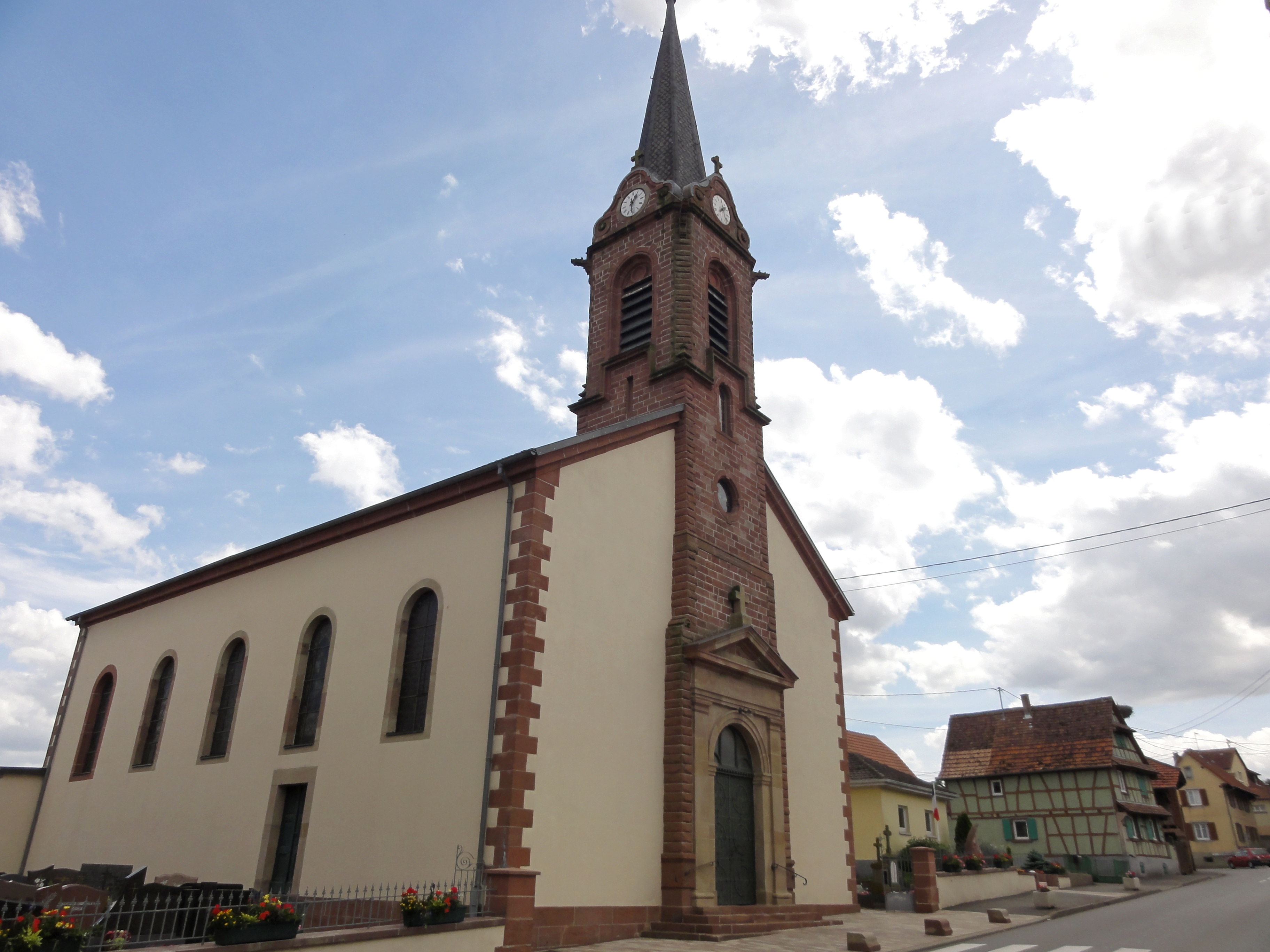
Église Saint-Laurent.
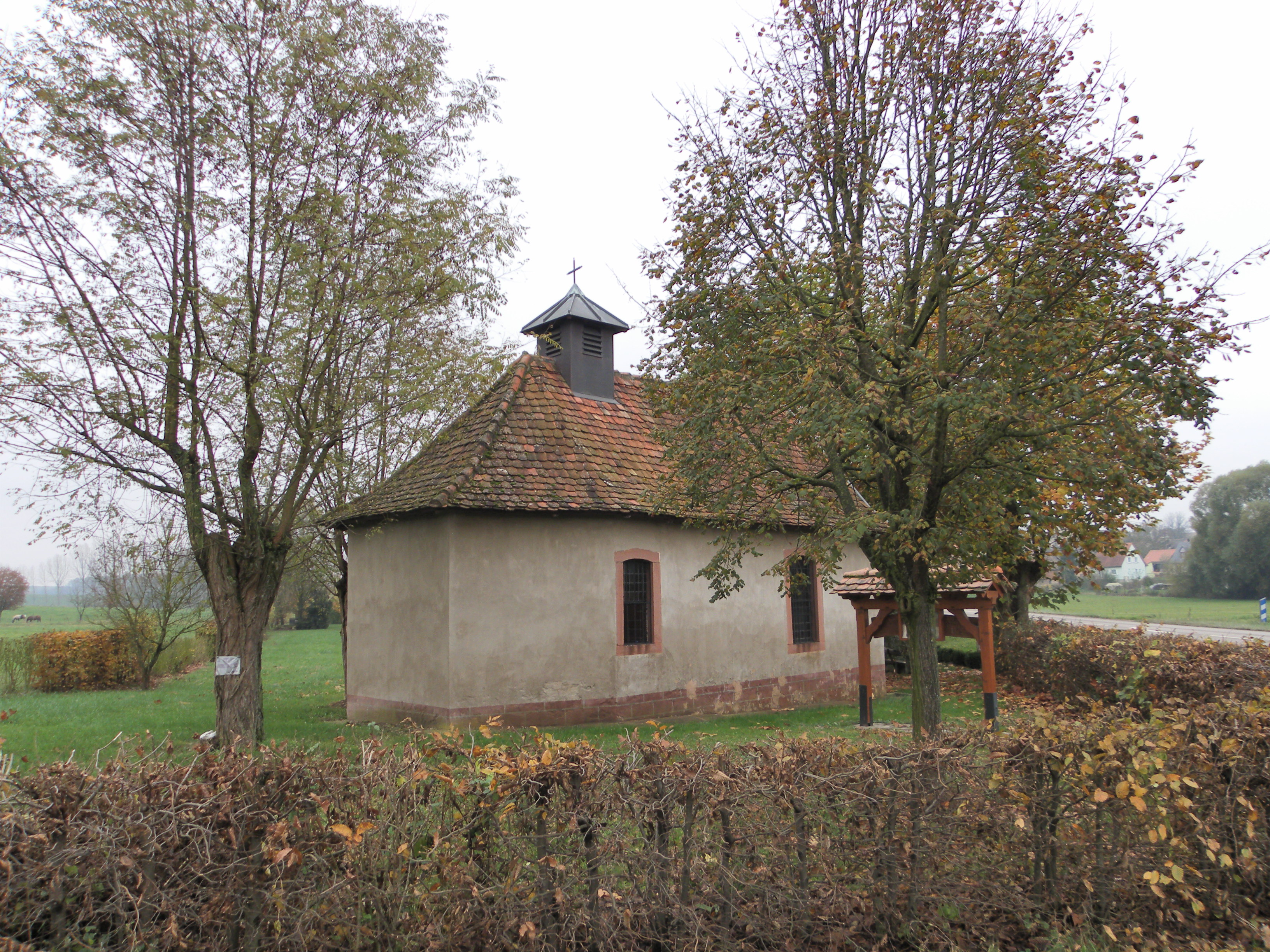
Chapelle de 1784.
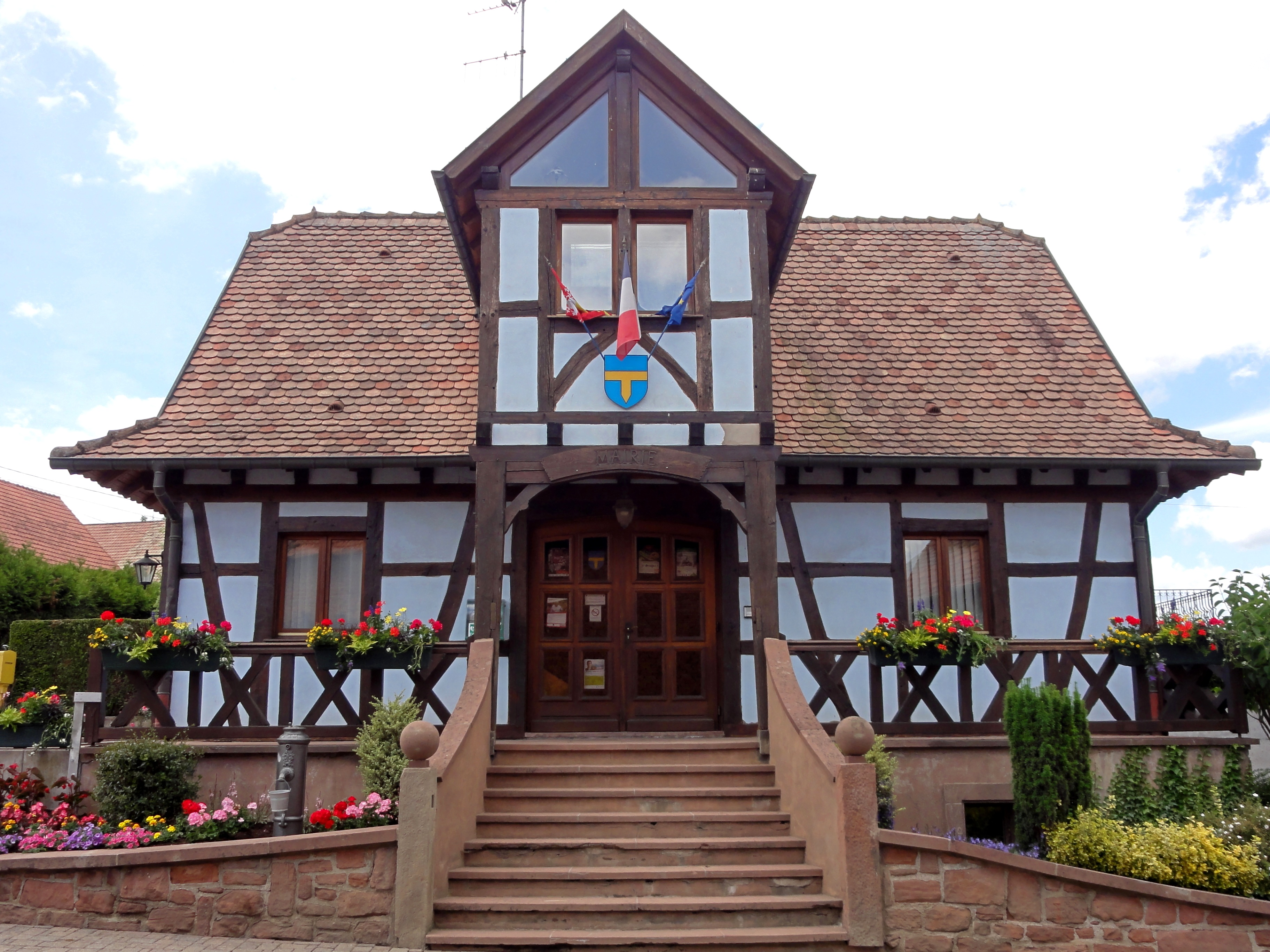
Mairie.
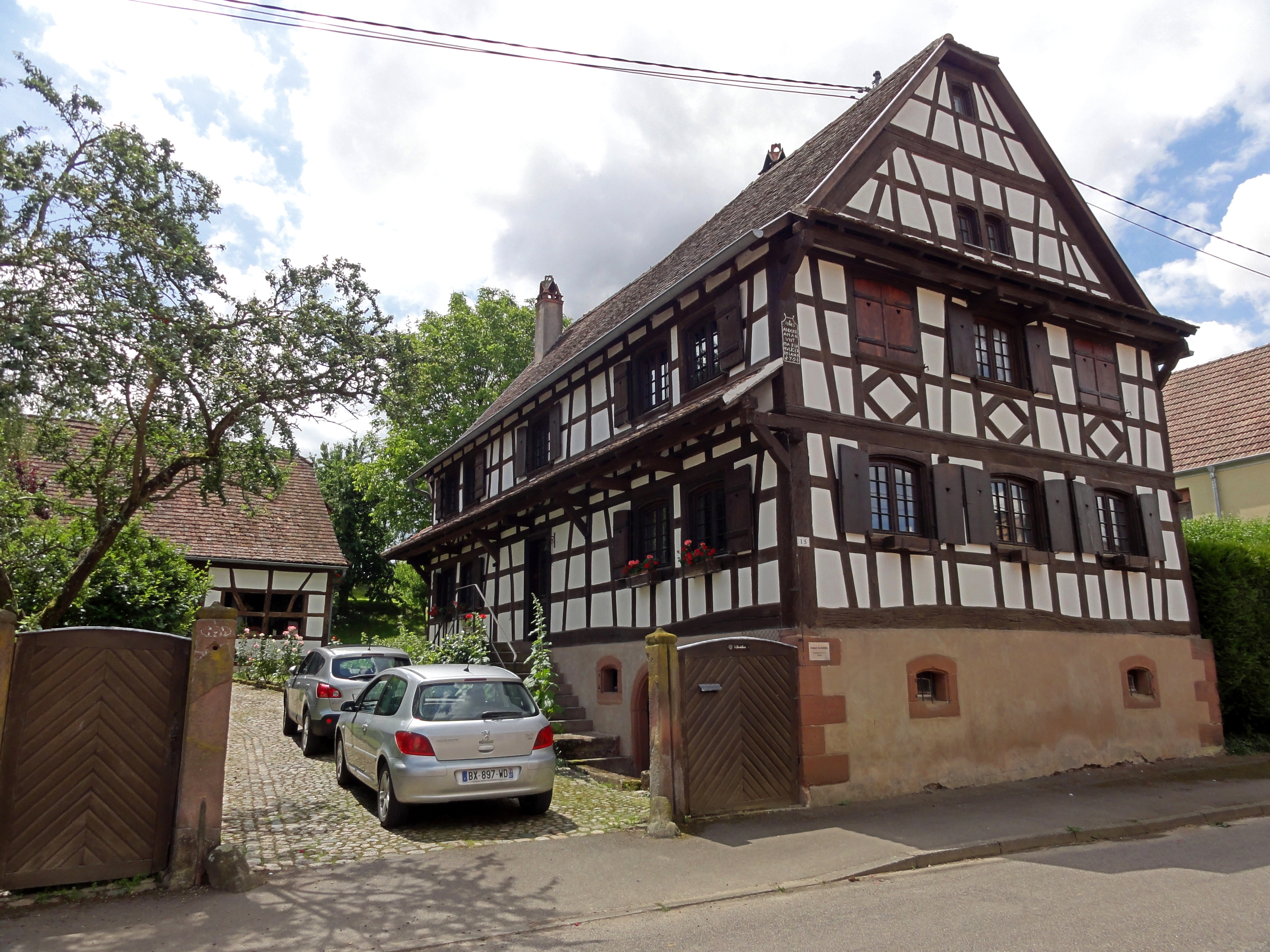
Ancienne ferme (XVIIIe siècle), 15 rue Haute.

### Villages disparus
- Bodenhausen

Ce village est cité en 1308 sous Bottenhusen, en 1324 sous Buttenhusen et enfin en 1433. Le long de Bossendorf coule un ruisseau jadis appelé Emb*/ sbach et de nos jours Bachgraben qui prend sa source à Riedheim. À un kilomètre en aval de Bossendorf, l'Embsbach était rejoint par le ruisseau « Bodenhäusener Bächl ». Le long du Bodenhäusener Bächl, on pouvait encore trouver sur le plan cadastral de 1950 les lieux-dits « Bodenhausener Brucke », « Bodenhausener Bruch » et « Bodenhausener Matten ». Seule cette dernière dénomination subsiste sur le plan cadastral de 2009 et le ruisseau après rectification de son lit est devenu un fossé sans appellation.
- Autres habitats disparus
  - Gundershausen : voir Schwindratzheim.
  - Frankolvisheim : voir Schwindratzheim.
  - Etschhausen : voir Minversheim.

### Personnalités liées à la commune
- Anton Grasser (1891-1976), général allemand.

### Héraldique
| Blason de Bossendorf | Blason  | D'azur à la fasce palée au pied fiché d'or. |
| Blason de Bossendorf | Détails |                                             |